# اوستشنیتسه
اوستشنیتسه (به چکی: Osečnice) یک منطقهٔ مسکونی در جمهوری چک است که در ناحیه ریخنوف ناد کنیژنوو واقع شده‌است.